# Jörn (Schweden)
Jörn, samisch Jyörra, ist ein Tätort in der schwedischen Provinz Västerbottens län und der historischen Provinz Västerbotten.
Der Ort in der Gemeinde Skellefteå liegt an der Stambanan genom övre Norrland, von der dort die Bahnstrecke Jörn–Arvidsjaur abzweigt. Des Weiteren ist Jörn eine Station des Silberwegs (Riksväg 95), der von der norwegischen Atlantikküste bis nach Skellefteå am Bottnischen Meerbusen führt.

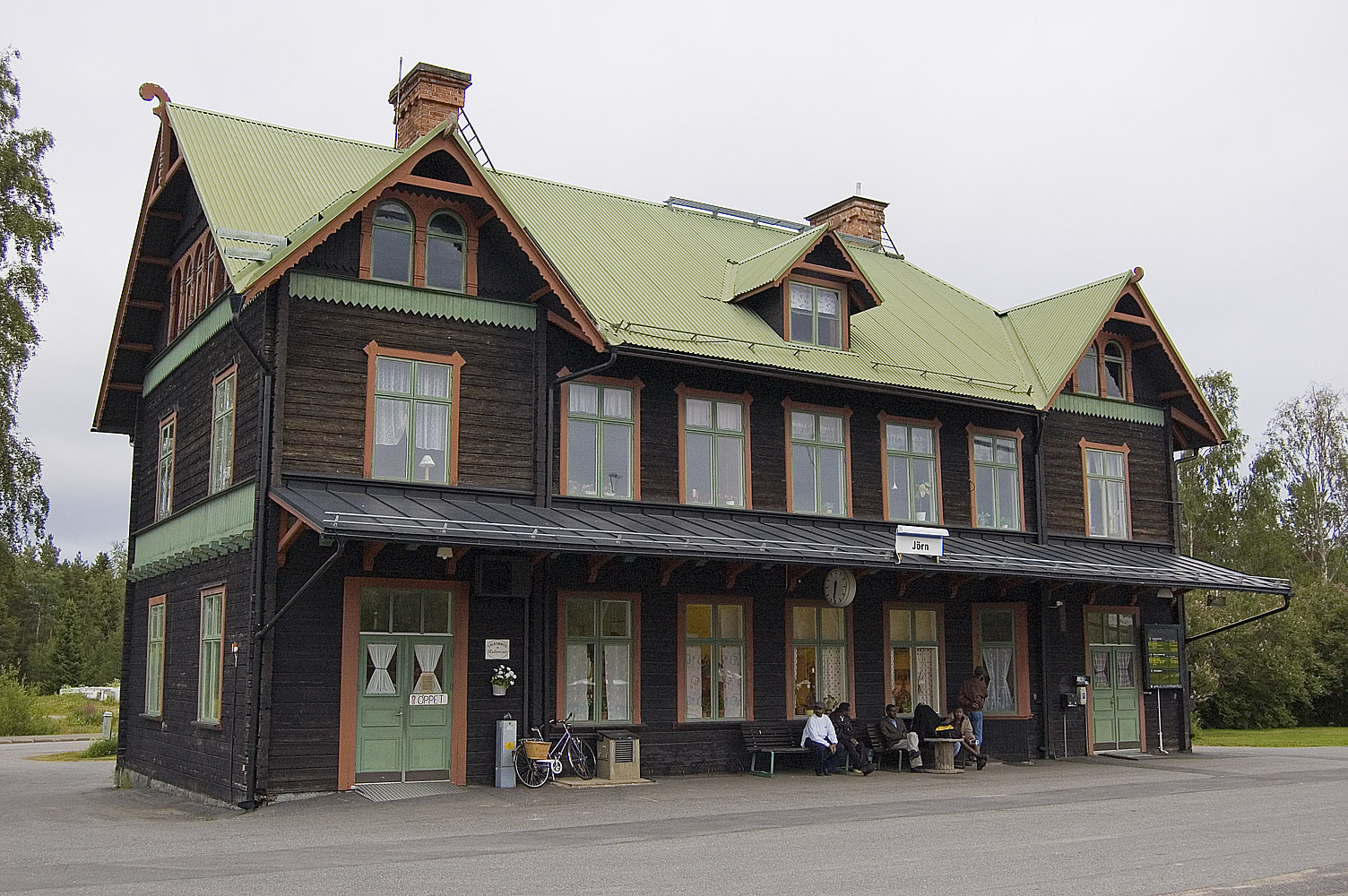
Bahnhof Jörn
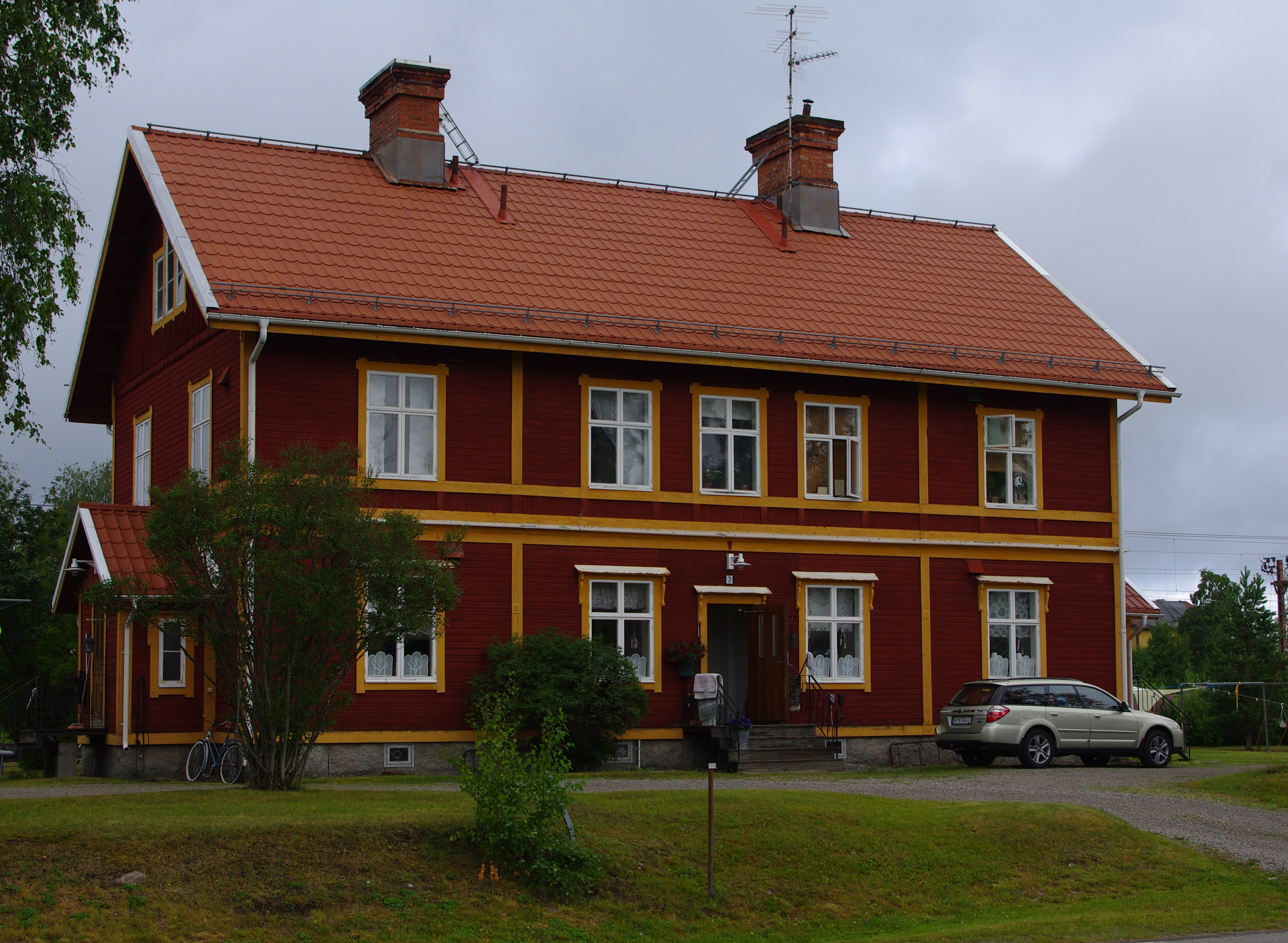
Järnvägsgatan
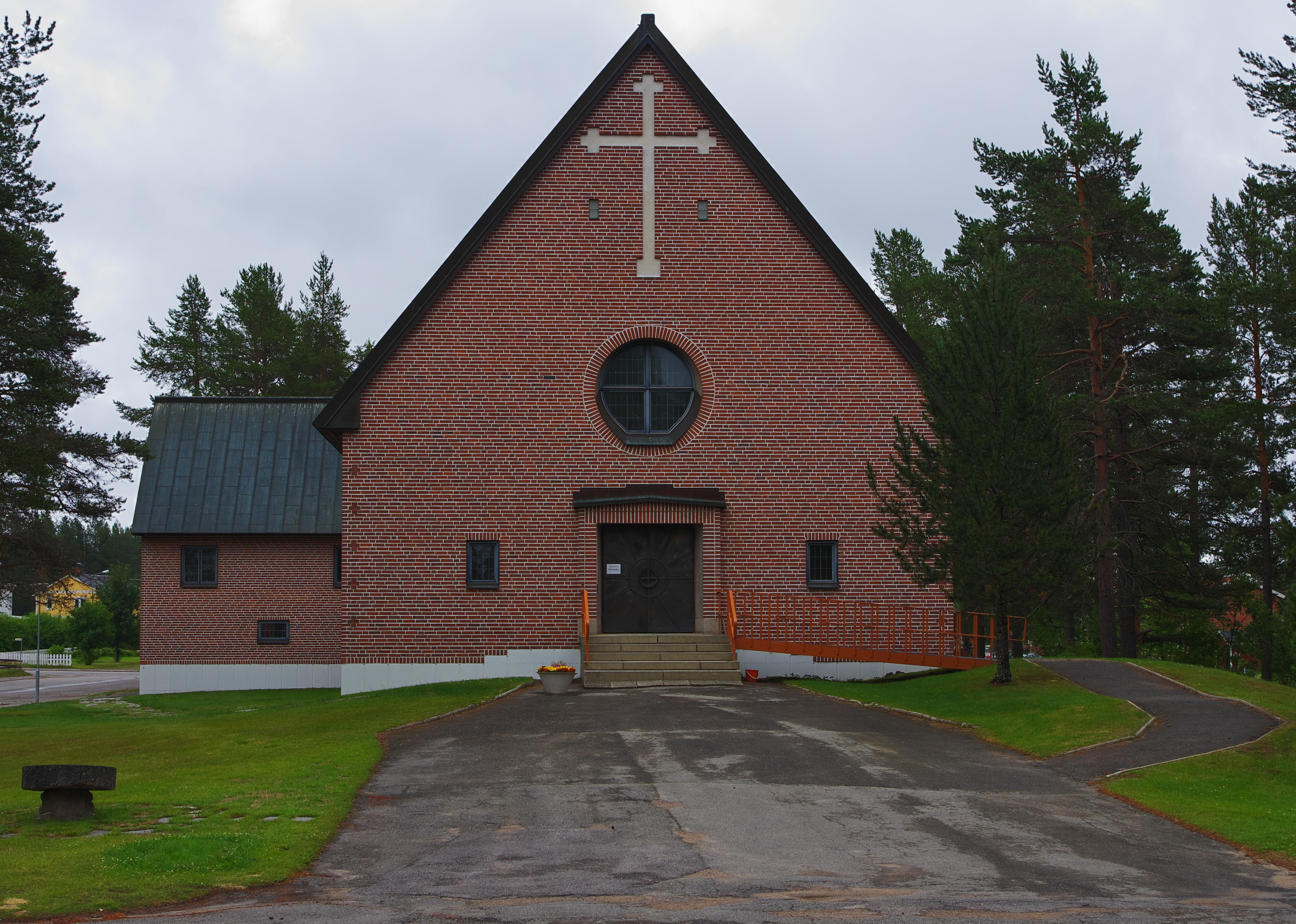
Sankt Mikael